# Dead Kennedys
Dead Kennedys, američki punk rock sastav formiran u San Franciscu, Kalifornija 1978. godine. Jedan je od prvih američkih hardcore bendova koji je ostavio značajan trag u Ujedinjenom Kraljevstvu.

## Opći podatci
Stihovi pjesama Dead Kennedysa obično su političke naravi. Satirizirali su političke figure establišmenta, bile one liberalne ili konzervativne te su satirizirali autoritete općenito. Također su satirični o popularnoj kulturi i o samom pokretu punka. U prvom razdoblju djelovanja od 1978. do 1986. privukli su poveću pozornost, stekavši reputaciju proturječnih zbog provocirajućih stihova i ostalog svog umjetničkog izražaja. Neke prodavaonice odbijali su prodavati njihove nosače zvuka, čime su izazvali debatu o cenzuri u rock glazbi. Sredinom 80-ih 20. stoljeća, vokal i prvi tekstopisac Jello Biafra postao je aktivan u kampanji protiv Parents Music Resource Centera. Kulminiralo je u suđenju za nepristojnost 1985. i 1986., što je rezultiralo u paraliziranoj poroti (hung jury).

## Diskografija
Objavili su četiri studijska albuma i jedan EP prije raspada 1986. godine. Nakon raspada Biafra je nastavio surađivati i snimati s inim umjetnicima uključujući D.O.A., NoMeansNo te sa svojim sastavima Lard i Guantanamo School of Medicine, te izdavši nekoliko performansa spoken worda.
Objavili su studijske albume i jedan EP:
- Fresh Fruit for Rotting Vegetables, album (1980.)
- In God We Trust, Inc., EP (1981.)
- Plastic Surgery Disasters, album (1982.)
- Frankenchrist, album (1985.)
- Bedtime for Democracy, album (1986.)

## Članovi
| Trenutni članovi - East Bay Ray – gitara (1978. – 1986., 2001.–danas) - Ron "Skip" Greer – glavni vokal (2008.–danas) - D .H. Peligro – bubnjevi, pozadinski vokal (1981. – 1986., 2001. – 2008., 2009.–danas) - Klaus Flouride – bas gitara, pozadinski vokal (1978. – 1986., 2001. – 2010., 2011.–danas) | Former members - Jello Biafra – glavni vokal (1978. – 1986.) - 6025 – ritam gitara (1978. – 1979.) - Ted – bubnjevi (1978. – 1981.) - Brandon Cruz – glavni vokal (2001. – 2003.) - Jeff Penalty – glavni vokal (2003. – 2008.) - Dave Scheff – bubnjevi (2008.) - Greg Reeves – bas gitara (2010. – 2011.) |

Kronologija

## Vanjske poveznice
- Službene stranice
- Dead Kennedys, Curlie
- Alternative Tentacles's Dead Kennedys Biography